# Command Ridge
Il Command Ridge (in lingua nauruana Janor) è una collina di Nauru e rappresenta il punto più elevato del Paese con un'altitudine di 65 metri s.l.m.. Essa si trova nel distretto di Aiwo.